# Ctenella aurantia
Ctenella aurantia is een soort in de taxonomische indeling van de ribkwallen (Ctenophora). 
De kwal behoort tot het geslacht Ctenella en behoort tot de familie Ctenellidae. De wetenschappelijke naam van de soort werd voor het eerst geldig gepubliceerd in 1993 door C. Carré & D. Carré.